# Tulsbjerge
Tulsbjerge är en ås i Danmark. Den ligger i Viborgs kommun i Region Mittjylland, i den norra delen av landet, 220 km nordväst om Köpenhamn.